# Caesar IV
Caesar IV — это градостроительная игра, действие которой разворачивается в Древнем Риме. Она разработана компанией Tilted Mill Entertainment. Игра была выпущена 26 сентября 2006 года в Северной Америке. В игре используется трехмерный игровой движок и индивидуальное моделирование поведения игровых персонажей.
Как и Caesar, выпущенный в 1992 году, игра имитирует городскую администрацию в историческом Риме. Как и её брат, выпущенный Children of the Nile в 2004 году, игра продолжает новую тенденцию в жанре игр о городском строительстве, использующую более интерактивный и детализированный игровой дизайн и геймплей.

## Игровой процесс
В отличие от более старых версий серии, Caesar IV оснащён изменяемым реалистичным 3D вместо фиксированного изометрического 3D. Это делает более реалистичные пейзажи и виды на город, а также возможность для игроков лучше видеть и использовать игровое пространство. Кроме того, здания и дороги могут быть расположены под углом 45 градусов к игровой сетке, а также выровнены по сетке, что дает игрокам больше возможностей для создания эффективных и визуально привлекательных городских макетов.

## Здания
В попытке исторического реализма игра остаётся как можно ближе к правильному римскому образу жизни. С этой целью Sierra Games провела детальное исследование образа жизни римлян, используя вторичные и первичные источники.

## Сценарии
Игра разделена на три части, названные в честь трёх традиционных эпох Древнего Рима: «Царство», «Республика» и «Империя». Царство — это учебное пособие, в то время как Республика и Империя являются частями, где можно выбирать между мирным и военным назначениями.
| Сценарии    | Сценарии          | Сценарии           |
| Ранг        | Мирное назначение | Военное назначение |
| Царство     | Царство           | Царство            |
| ----------- | ----------------- | ------------------ |
| Служащий    | Арретий           | N/A                |
| Служащий    | Верона            | N/A                |
| Служащий    | Капуя             | N/A                |
| Служащий    | Генуя             | N/A                |
| Служащий    | Брундизий         | N/A                |
| Республика  |                   |                    |
| Служащий    | Сиракузы          | Медиоланум         |
| Заместитель | Нарбо             | Фессалоники        |
| Декурион    | Каралис           | Бурдигала          |
| Магнат      | Коринф            | Таррако            |
| Квестор     | Нарона            | Эмерита Августа    |
| Эдил        | Кондат Ридонум    | Гиппопотам Региус  |
| Претор      | Карфаген          | Лондиниум          |
| Империя     |                   |                    |
| Декурион    | Виминациум        | Аргос              |
| Магнат      | Александрия       | Вирус              |
| Квестор     | Лугдунум          | Ульпия Траяна      |
| Эдил        | Кесария           | Антиохия           |
| Претор      | Эфес              | Могунтиакум        |
| Цензор      | Тингис            | Тарсус             |
| Консул      | Никомедия         | Колония Агриппина  |

Есть ещё пять городов, которые являются песочницами: Амида, Кордова, Кирена, Джеду и Рим. Последнее доступно только для людей, которые предварительно заказали игру непосредственно у Tilted Mill Entertainment. Во всех этих городах используется ранг Квестор. Для игры также доступен редактор уровней.

## Отзывы
| Сводный рейтинг         | Сводный рейтинг |
| Агрегатор               | Оценка          |
| ----------------------- | --------------- |
| GameRankings            | 75,71 %         |
| Иноязычные издания      |                 |
| Издание                 | Оценка          |
| PC Zone                 | 73/100          |
| Computer Games Magazine | [ 5 ]           |

 Caesar IV получил смешанные отзывы, а сайт-агрегатор обзоров Metacritic дал ему рейтинг 74. Среди положительных аспектов были отмечены городская застройка, большое количество контента, визуально привлекательная 3D-графика, а также профессиональные звук и музыка. Тем не менее, поступали жалобы, связанные со сбоями, проблемами с пользовательским интерфейсом, лагами и повторяющейся игрой.
Два рецензента австралийского ток-шоу по видеоиграм Good Game поставили игре оценки 6/10 и 8/10.